# Emerich Vogl
Emerich Vogl (ur. 12 sierpnia 1905 w Temesvárze, zm. 29 października 1971 w Bukareszcie) – rumuński piłkarz, reprezentant kraju.

## Kariera klubowa
Grę w piłkę nożną rozpoczął w 1921 w zespole juniorów Chinezul Timișoara. Rok później dołączył do pierwszego zespołu Chinezulu. Przez 7 lat gry w barwach tej drużyny pięciokrotnie zdobył Mistrzostwo Rumunii w sezonach 1922/23, 1923/24, 1924/25, 1925/26 i 1926/27. W zespole występował do 1929, wychodząc na boisko w 31 spotkaniach. 
W 1929 przeniósł się do Juventusu Bukareszt, gdzie już w pierwszym sezonie zdobył Mistrzostwo Rumunii, szóste w swojej karierze. Przez 11 lat gry w Juventusie rozegrał 106 spotkań ligowych, w których strzelił 7 bramek. W 1940 zakończył karierę piłkarską.
| Sezon   | Klub               | Kraj    | Rozgrywki           | Mecze | Bramki |
| ------- | ------------------ | ------- | ------------------- | ----- | ------ |
| 1922/23 | Chinezul Timișoara | Rumunia |                     |       |        |
| 1923/24 | Chinezul Timișoara | Rumunia | Mistrzostwa Rumunii |       |        |
| 1924/25 | Chinezul Timișoara | Rumunia | Mistrzostwa Rumunii |       |        |
| 1925/26 | Chinezul Timișoara | Rumunia | Mistrzostwa Rumunii | 16    | 0      |
| 1926/27 | Chinezul Timișoara | Rumunia | Mistrzostwa Rumunii | 15    | 0      |
| 1927/28 | Chinezul Timișoara | Rumunia | Mistrzostwa Rumunii | 22    | 0      |
| 1928/29 | Chinezul Timișoara | Rumunia | Mistrzostwa Rumunii | 21    | 0      |
| 1929/30 | Juventus Bukareszt | Rumunia |                     | 14    | 1      |
| 1930/31 | Juventus Bukareszt | Rumunia |                     |       |        |
| 1931/32 | Juventus Bukareszt | Rumunia |                     | 14    | 2      |
| 1932/33 | Juventus Bukareszt | Rumunia | Liga I              | 10    | 2      |
| 1933/34 | Juventus Bukareszt | Rumunia | Liga I              | 12    | 0      |
| 1934/35 | Juventus Bukareszt | Rumunia | Liga I              | 15    | 1      |
| 1935/36 | Juventus Bukareszt | Rumunia | Liga I              | 19    | 1      |
| 1936/37 | Juventus Bukareszt | Rumunia | Liga I              | 22    | 0      |
| 1937/38 | Juventus Bukareszt | Rumunia | Liga I              |       |        |
| 1938/39 | Juventus Bukareszt | Rumunia | Liga I              |       |        |
| 1939/40 | Juventus Bukareszt | Rumunia | Liga I              |       |        |

## Kariera reprezentacyjna
Karierę reprezentacyjną rozpoczął 31 sierpnia 1924 meczem przeciwko Czechosłowacji, który Rumunia przegrała 1:4. Podczas Mistrzostw Świata 1930 zagrał w dwóch spotkaniach przeciwko Peru oraz gospodarzom turnieju Urugwajowi. 
Cztery lata później, podczas Mistrzostwa Świata 1934, zagrał w spotkaniu z Czechosłowacją przegranym 1:2. Mecz ten był zarazem jego ostatnim w barwach Rumunii. Łącznie w latach 1924–1934 w reprezentacji zagrał w 29 spotkaniach, w których strzelił jedną bramkę (przeciwko Grecji).
| Mecze i gole w reprezentacji | Mecze i gole w reprezentacji | Mecze i gole w reprezentacji | Mecze i gole w reprezentacji | Mecze i gole w reprezentacji | Mecze i gole w reprezentacji | Mecze i gole w reprezentacji |
| #                            | Data                         | Miasto                       | Przeciwnik                   | Gol                          | Wynik                        | Rozgrywki                    |
| ---------------------------- | ---------------------------- | ---------------------------- | ---------------------------- | ---------------------------- | ---------------------------- | ---------------------------- |
| 1.                           | 31.08.1924                   | Praga                        | Czechosłowacja               |                              | 1:4                          | towarzyski                   |
| 2.                           | 31.05.1925                   | Sofia                        | Bułgaria                     |                              | 4:2                          | towarzyski                   |
| 3.                           | 07.05.1926                   | Stambuł                      | Turcja                       |                              | 3:1                          | towarzyski                   |
| 4.                           | 03.10.1926                   | Zagrzeb                      | Jugosławia                   |                              | 3:2                          | Puchar Króla Aleksandra      |
| 5.                           | 10.05.1927                   | Bukareszt                    | Jugosławia                   |                              | 0:3                          | Puchar Króla Aleksandra      |
| 6.                           | 19.06.1927                   | Bukareszt                    | Polska                       |                              | 3:3                          | towarzyski                   |
| 7.                           | 15.04.1928                   | Arad                         | Turcja                       |                              | 4:2                          | towarzyski                   |
| 8.                           | 06.05.1928                   | Belgrad                      | Królestwo SHS                |                              | 1:3                          | towarzyski                   |
| 9.                           | 21.04.1929                   | Bukareszt                    | Bułgaria                     |                              | 3:0                          | towarzyski                   |
| 10.                          | 10.05.1929                   | Bukareszt                    | Jugosławia                   |                              | 2:3                          | Puchar Króla Aleksandra      |
| 11.                          | 15.09.1929                   | Sofia                        | Bułgaria                     |                              | 3:2                          | towarzyski                   |
| 12.                          | 06.10.1929                   | Bukareszt                    | Jugosławia                   |                              | 2:1                          | Balkan Cup                   |
| 13.                          | 04.05.1930                   | Belgrad                      | Jugosławia                   |                              | 1:2                          | towarzyski                   |
| 14.                          | 25.05.1930                   | Bukareszt                    | Grecja                       | Gol                          | 8:1                          | Balkan Cup                   |
| 15.                          | 14.07.1930                   | Montevideo                   | Peru                         |                              | 3:1                          | MŚ 1930                      |
| 16.                          | 21.07.1930                   | Montevideo                   | Urugwaj                      |                              | 0:4                          | MŚ 1930                      |
| 17.                          | 28.06.1931                   | Zagrzeb                      | Jugosławia                   |                              | 4:2                          | Balkan Cup                   |
| 18.                          | 20.09.1931                   | Oradea                       | Czechosłowacja               |                              | 4:1                          | Puchar Europy Centralnej     |
| 19.                          | 04.10.1931                   | Bukareszt                    | Węgry                        |                              | 0:4                          | Puchar Europy Centralnej     |
| 20.                          | 08.05.1932                   | Bukareszt                    | Austria                      |                              | 4:1                          | Puchar Europy Centralnej     |
| 21.                          | 02.10.1932                   | Bukareszt                    | Polska                       |                              | 0:5                          | towarzyski                   |
| 22.                          | 16.10.1932                   | Linz                         | Austria                      |                              | 1:0                          | Puchar Europy Centralnej     |
| 23.                          | 04.06.1933                   | Bukareszt                    | Bułgaria                     |                              | 7:0                          | Balkan Cup                   |
| 24.                          | 08.06.1933                   | Bukareszt                    | Grecja                       |                              | 1:0                          | Balkan Cup                   |
| 25.                          | 11.06.1933                   | Bukareszt                    | Jugosławia                   |                              | 5:0                          | Balkan Cup                   |
| 26.                          | 24.09.1933                   | Bukareszt                    | Węgry                        |                              | 5:1                          | towarzyski                   |
| 27.                          | 29.10.1933                   | Berno                        | Szwajcaria                   |                              | 2:2                          | El. MŚ 1934                  |
| 28.                          | 29.04.1934                   | Bukareszt                    | Jugosławia                   |                              | 2:1                          | El. MŚ 1934                  |
| 29.                          | 27.05.1934                   | Triest                       | Czechosłowacja               |                              | 1:2                          | MŚ 1934                      |

## Kariera trenerska
Pracę trenera rozpoczął w 1942 w Juventusie Bukareszt, gdzie pracował przez 7 lat, do 1949. Czterokrotnie pracował także jako selekcjoner reprezentacji Rumunii w latach 1942–1943, 1947, 1948 oraz 1950–1951. W latach 1963–1967 był konsultantem w Rapidzie Bukareszt, a następnie, aż do swojej śmierci, był konsultantem w drużynie narodowej, która zakwalifikowała się na Mundial 1970 po 32 latach przerwy.

## Sukcesy
Chinezul Timișoara
- Mistrzostwo Rumunii (5): 1922/23, 1923/24, 1924/25, 1925/26, 1926/27

Juventus Bukareszt
- Mistrzostwo Rumunii (1): 1929/30